# Want Two
Want Two è il quarto album di Rufus Wainwright, pubblicato nel 2004 dalla DreamWorks Records e prodotto da Marius De Vries. Questo album costituisce la seconda parte di un progetto che comprende anche Want One pubblicato l'anno precedente. L'album è stato preceduto dalla pubblicazione di un EP dal titolo Waiting for a Want contenente quattro canzoni in anteprima e acquistabile in formato digitale su iTunes, inoltre è stata commercializzata anche una versione con un bonus DVD contenente la registrazione integrale di un concerto tenuto presso la Fillmore di San Francisco.

## Tracce
1. Agnus Dei – 5:45
2. The One You Love – 3:43
3. Peach Trees – 5:59
4. Little Sister – 3:20
5. The Art Teacher – 3:52
6. Hometown Waltz – 2:31
7. This Love Affair – 3:13
8. Gay Messiah – 3:15
9. Memphis Skyline – 4:52
10. Waiting for a Dream – 4:14
11. Crumb by Crumb – 4:11
12. Old Whore's Diet – 8:54

Musiche e testi: Rufus Wainwright
Nella versione inglese dell'album sono presenti due bonus track tratte dal repertorio del cantautore franco-canadese Gilles Vigneault:
1. "Coeur de Parisienne - Reprise d'Arletty" - 2:46 (dal film Un chien qui rapporte)
2. "Quand Vous Mourez de Nous Amours" - 3:23

## Musicisti

### Artista
- Rufus Wainwright: voce e piano